# 草鵐屬
草鵐屬（學名：Passerculus）是雀形目雀鵐科下的一個屬。原先本屬只有稀樹草鵐，根據近期國際鳥盟的報告指出有三種稀樹草鵐的亞種應獨立成物種。

## 下屬物種
本屬包括以下物種：
- 稀樹草鵐 Passerculus sandwichensis
- 大嘴草鵐 Passerculus rostratus
- 貝氏草鵐 Passerculus guttatus
- 聖貝尼托草鵐 Passerculus sanctorum